# 아돌프 후르비츠
아돌프 후르비츠(독일어: Adolf Hurwitz [ˈaːdɔlf ˈhʊʁvɪts], 1859년 3월 26일 ~ 1919년 11월 18일)는 후르비츠의 정리를 발표한 독일의 수학자다.

## 같이 보기
- 후르비츠 제타 함수
- 리만 곡면 자기 동형군
- 후르비츠의 정리 (복소해석학)
- 후르비츠의 정리 (나눗셈 대수)
- 리만-후르비츠 공식